# ليتيزيا موراتي
ليتيزيا موراتي (بالإيطالية: Letizia Moratti)‏ (و. 1949  م) هي سياسية، وسيدة أعمال إيطالية، ولدت في ميلانو، هي عضوةٌ في فورزا إيطاليا، وهي عضوةٌ في شعب الحرية.

## مناصب
تولت منصب عمدة ميلانو ‏ (1 يونيو 2006–1 يونيو 2011)
- Italian Minister of Education, Universities and Research ‏ (23 أبريل 2005–17 مايو 2006)
- Italian Minister of Education, Universities and Research ‏ (11 يونيو 2001–23 أبريل 2005)

.

## التعليم
تعلمت في جامعة ميلانو
.

## جوائز
حصلت على جوائز منها:
- وسام جوقة الشرف
- وسام الشمس المشرقة
- Order of Belize [الإنجليزية]‏